# My Hero Academia
My Hero Academia (僕のヒーローアカデミア, Boku no Hīrō Akademia) is een Japanse mangaserie geschreven en geïllustreerd door Kōhei Horikoshi. MHA (afkorting voor My Hero Academia) wordt sinds juli 2014 gepubliceerd in het Weekly Shonen Jump-tijdschrift. De hoofdstukken zijn verzameld in 42 tankobonvolumes.
De mangaserie is ook omgezet naar een animeserie door Bones. Het eerste seizoen liep in Japan van april tot juni 2016, gevolgd door het tweede seizoen van april tot september 2017, het derde seizoen van april tot juni 2018, het vierde seizoen van oktober 2019 tot april 2020, het vijfde seizoen van maart tot september 2021, het zesde seizoen van oktober 2022 tot maart 2023 en het zevende seizoen van mei tot oktober 2024. De première van het achtste seizoen seizoen staat gepland voor 2025. Viz Media heeft toestemming gekregen een Engelstalige versie te maken en wordt al van februari 2015 gestreamd op de digitale uitgave van Weekly Shonen Jump.
Er zijn ook drie films uitgekomen van de serie, dit zijn My Hero Academia: Two Heroes (augustus 2018), My Hero Academia: Heroes Rising (december 2019) en My Hero Academia: World Heroes’ Mission (augustus 2021). Legendary Entertainment had een live-actiefilm gepland in zomer 2021 die nu al is voltooid.

## Verhaal
MHA volgt Izuku Midoriya, een jongen geboren zonder gave (Quirk), in een tijd waar het hebben van een gave helemaal normaal is geworden, toch droomt hij ervan een superheld te zijn. Hij is gescout door All Might, Japans beste superheld, wie zijn kracht met Midoriya deelt na het zien van zijn potentieel. Later in het verhaal helpt hij hem in een prestigieuze middelbare school voor toekomstige helden in te schrijven.

## Ontvangst en prijzen
De manga heeft de Harvey Award voor beste manga gewonnen in 2019 en heeft wereldwijd 30 miljoen exemplaren verkocht. De manga en de anime hebben beide positieve reacties in recensies en van het kijkerspubliek ontvangen. De serie wordt beschouwd als een van de beste mangaseries van de jaren 2010.

## Stemvertolking Anime

### Belangrijkste rollen
| Acteur              | Personage             | Seizoen | Seizoen | Seizoen | Seizoen | Seizoen | Seizoen | Seizoen | Totaal |
| Acteur              | Personage             | 1       | 2       | 3       | 4       | 5       | 6       | 7       | Totaal |
| ------------------- | --------------------- | ------- | ------- | ------- | ------- | ------- | ------- | ------- | ------ |
| Daiki Yamashita     | Izuku Midoriya        | 13 afl. | 25 afl. | 25 afl. | 25 afl. | 22 afl. | 23 afl. | 16 afl. | 149    |
| Nobuhiko Okamoto    | Katsuki Bakugou       | 13 afl. | 20 afl. | 23 afl. | 15 afl. | 16 afl. | 17 afl. | 10 afl. | 114    |
| Ayane Sakura        | Ochako Uraraka        | 11 afl. | 23 afl  | 18 afl. | 17 afl. | 16 afl. | 14 afl. | 11 afl. | 110    |
| Yuki Kaji           | Shouto Todoroki       | 6 afl.  | 23 afl. | 24 afl. | 10 afl. | 15 afl. | 16 afl. | 11 afl. | 105    |
| Kaito Ishikawa      | Tenya Iida            | 10 afl. | 23 afl. | 21 afl. | 13 afl. | 11 afl. | 13 afl. | 11 afl. | 102    |
| Jun'ichi Suwabe     | Shouta Aizawa         | 6 afl.  | 18 afl. | 22 afl. | 17 afl. | 12 afl. | 10 afl. | 8 afl.  | 93     |
| Toshiki Masuda      | Eijirou Kirishima     | 9 afl.  | 19 afl. | 20 afl. | 17 afl. | 12 afl. | 9 afl.  | 6 afl.  | 92     |
| Kenta Miyake        | All Might             | 13 afl. | 19 afl. | 12 afl. | 14 afl. | 13 afl. | 10 afl. | 9 afl.  | 90     |
| Tasuku Hatanaka     | Denki Kaminari        | 8 afl.  | 16 afl. | 16 afl. | 14 afl. | 12 afl. | 12 afl. | 8 afl.  | 86     |
| Ryo Hirohashi       | Minoru Mineta         | 8 afl.  | 17 afl. | 14 afl. | 11 afl. | 14 afl. | 14 afl. | 6 afl.  | 84     |
| Eri Kitamura        | Mina Ashido           | 8 afl.  | 13 afl. | 17 afl. | 13 afl. | 15 afl. | 7 afl.  | 7 afl.  | 80     |
| Kenta Miyake        | Momo Yaoyorozu        | 7 afl.  | 20 afl. | 17 afl. | 10 afl. | 8 afl.  | 10 afl  | 6 afl.  | 79     |
| Kiyotaka Furushima  | Hanta Sero            | 9 afl.  | 15 afl. | 15 afl. | 13 afl. | 12 afl. | 9 afl.  | 5 afl.  | 78     |
| Aoi Yūki            | Tsuyu Asui            | 8 afl.  | 17 afl. | 16 afl. | 13 afl. | 7 afl.  | 8 afl.  | 7 afl.  | 76     |
| Yoshimasa Hosoya    | Fumikage Tokoyami     | 5 afl.  | 15 afl. | 18 afl. | 8 afl.  | 9 afl.  | 11 afl. | 9 afl.  | 75     |
| Kei Shindo          | Kyoka Jiro            | 5 afl.  | 17 afl. | 13 afl. | 12 afl. | 12 afl. | 7 afl.  | 7 afl.  | 73     |
| Koki Uchiyama       | Tomura Shigaraki      | 5 afl.  | 10 afl. | 8 afl.  | 5 afl.  | 7 afl.  | 11 afl. | 14 afl. | 61     |
| Tôru Nara           | Rikidou Satou         | 8 afl.  | 10 afl. | 11 afl. | 8 afl.  | 10 afl. | 8 afl.  | 5 afl.  | 59     |
| Tetsu Inada         | Endeavor              |         | 10 afl. | 6 afl.  | 5 afl.  | 9 afl.  | 18 afl. | 8 afl.  | 56     |
| Kousuke Miyoshi     | Mashirao Ojiro        | 5 afl.  | 11 afl. | 14 afl. | 8 afl.  | 7 afl.  | 3 afl.  | 5 afl.  | 53     |
| Kôsuke Kuwano       | Yuuga Aoyama          | 7 afl.  | 12 afl. | 11 afl. | 8 afl.  | 6 afl.  | 3 afl.  | 5 afl.  | 52     |
| Hiroyuki Yoshino    | Present Mic           | 9 afl.  | 14 afl. | 5 afl.  | 6 afl.  | 3 afl.  | 7 afl.  | 5 afl.  | 49     |
| Masakazu Nishida    | Mezou Shouji          | 6 afl.  | 9 afl.  | 13 afl. | 5 afl.  | 6 afl.  | 4 afl.  | 4 afl.  | 47     |
| Kaori Nazuka        | Tooru Hagakure        | 2 afl.  | 7 afl.  | 11 afl. | 10 afl. | 9 afl.  | 3 afl   | 4 afl.  | 46     |
| Akio Otsuka         | All For One           | 1 afl.  | 5 afl.  | 5 afl.  | 2 afl.  | 6 afl.  | 13 afl. | 15 afl. | 47     |
| Hiro Shimono        | Dabi                  |         | 2 afl.  | 9 afl.  | 2 afl.  | 9 afl.  | 12 afl. | 11 afl. | 45     |
| Misato Fukuen       | Himiko Toga           |         | 2 afl.  | 7 afl.  | 6 afl.  | 4 afl.  | 7 afl.  | 9 afl.  | 35     |
| Yuichi Nakamura     | Hawks                 |         |         |         | 2 afl.  | 8 afl.  | 13 afl  | 11 afl. | 34     |
| Akeno Watanabe      | Midnight              | 1 afl.  | 14 afl. | 3 afl.  | 4 afl.  | 7 afl.  | 3 afl.  |         | 32     |
| Kôhei Amasaki       | Neito Monoma          |         | 7 afl.  | 6 afl.  | 3 afl.  | 10 afl. |         | 5 afl.  | 32     |
| Tarusuke Shingaki   | Mirio Togata          |         |         | 2 afl.  | 17 afl. | 3 afl.  | 2 afl.  | 4 afl.  | 28     |
| Koji Okino          | Tetsutetsu Tetsutetsu |         | 13 afl. | 3 afl.  | 3 afl.  | 7 afl.  | 1 afl.  | 1 afl.  | 28     |
| Ken'ichi Ogata      | Gran Torino           |         | 8 afl.  | 5 afl.  | 5 afl.  | 2 afl.  | 7 afl.  |         | 27     |
| Yasuhiro Takato     | Principal Nezu        | 4 afl.  | 3 afl.  | 7 afl.  | 3 afl.  | 3 afl.  | 2 afl.  | 4 afl.  | 26     |
| Ryô Iwasaki         | Spinner               |         |         | 6 afl.  | 1 afl.  | 6 afl.  | 7 afl.  | 6 afl.  | 26     |
| Tokuyoshi Kawashima | Naomasa Tsukauchi     | 1 afl.  | 3 afl.  | 7 afl.  | 1 afl.  | 2 afl.  | 2 afl.  | 10 afl. | 26     |
| Hikaru Midorikawa   | Best Jeanist          |         | 4 afl.  | 3 afl.  |         | 2 afl.  | 10 afl. | 7 afl.  | 26     |
| Daichi Endo         | Twice                 |         |         | 8 afl.  | 6 afl.  | 7 afl.  | 3 afl.  | 1 afl.  | 25     |
| Kiyono Yasuno       | Nejire Hado           |         |         | 2 afl.  | 9 afl.  | 3 afl.  | 5 afl.  | 4 afl.  | 23     |
| Hiro Shimono        | Itsuka Kendo          |         | 9 afl.  | 6 afl.  | 2 afl.  | 3 afl.  | 2 afl.  | 1 afl.  | 23     |
| Takahiro Fujiwara   | Kurogiri              | 4 afl.  | 7 afl.  | 6 afl.  | 1 afl.  | 2 afl.  |         | 2 afl.  | 22     |
| Tsuguo Mogami       | Mr. Compress          |         |         | 6 afl.  | 3 afl.  | 4 afl.  | 8 afl.  | 1 afl.  | 22     |
| Aya Kawakami        | Inko Midoriya         | 6 afl.  | 8 afl.  | 3 afl.  |         | 1 afl.  | 2 afl.  |         | 20     |
| Shuhei Matsuda      | Vlad King             |         | 1 afl.  | 7 afl.  |         | 11 afl. |         | 1 afl.  | 20     |
| Yuto Uemura         | Tamaki Amajiki        |         |         | 1 afl.  | 10 afl. | 2 afl.  | 1 afl.  | 6 afl.  | 20     |
| Takuma Nagatsuka    | Koji Koda             |         | 1 afl.  | 4 afl.  | 2 afl.  | 5 afl.  | 4 afl.  | 4 afl.  | 20     |
| Kenjiro Tsuda       | Overhaul              |         |         | 2 afl.  | 12 afl. |         | 3 afl.  |         | 17     |
| Seiran Kobayashi    | Eri                   |         |         |         | 13 afl. | 3 afl.  | 1 afl.  |         | 17     |
| Minoru Inaba        | Dr. Kyudai Garaki     | 1 afl.  | 2 afl.  |         |         | 5 afl.  | 7 afl.  | 2 afl.  | 17     |
| Yasuhiro Fujiwara   | Rock Lock             |         |         |         | 7 afl.  |         | 7 afl.  | 3 afl.  | 17     |
| Misato Kawauchi     | Burnin                |         |         |         |         | 4 afl.  | 7 afl.  | 5 afl.  | 16     |
| Azu Sakura          | Mei Hatsume           |         | 5 afl.  | 4 afl.  | 3 afl.  | 1 afl.  |         | 3 afl.  | 16     |
| Tomokazu Sugita     | Skeptic               |         |         |         |         | 5 afl.  | 6 afl.  | 5 afl.  | 16     |
| Wataru Hatano       | Hitoshi Shinso        |         | 5 afl.  | 1 afl.  |         | 7 afl.  |         | 3 afl.  | 16     |
| Etsuko Kozakura     | Recovery Girl         | 4 afl.  | 6 afl.  |         | 3 afl.  | 2 afl.  |         |         | 15     |
| Kazuyuki Okitsu     | Fat Gum               |         |         |         | 7 afl.  |         | 5 afl.  | 3 afl.  | 15     |
| Shin'ichirô Miki    | Sir Nighteye          |         |         | 1 afl.  | 11 afl. |         |         |         | 12     |
| Kaori Yagi          | Ryukyu                |         |         |         | 6 afl.  | 1 afl.  | 4 afl.  | 1 afl.  | 12     |
| Hiroaki Hirata      | Re-Destro             |         |         |         |         | 7 afl.  | 4 afl.  |         | 11     |